# Schilder (sterrenbeeld)

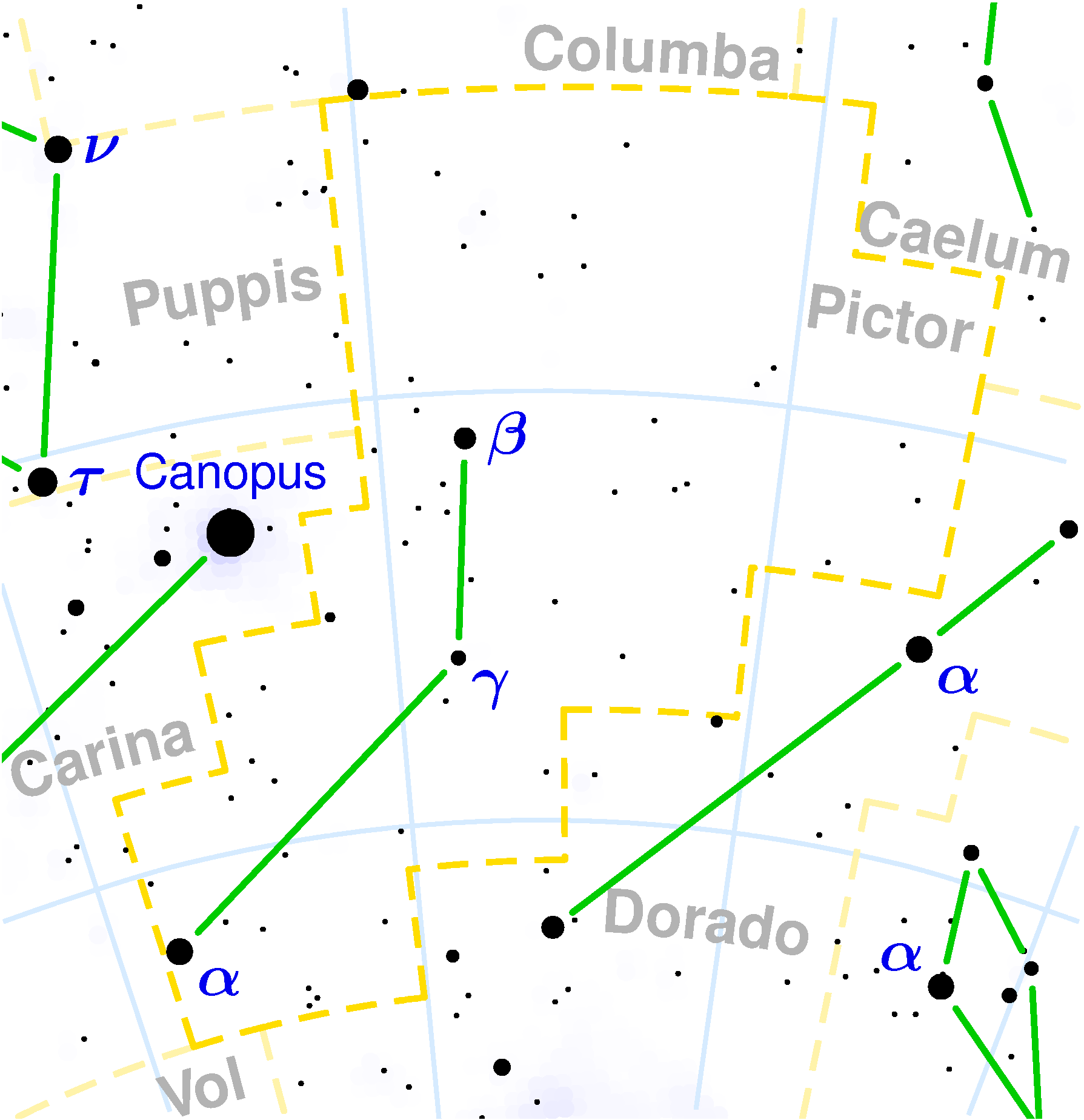
Kaart van het sterrenbeeld Schilder.

Schilder (Pictor, ook Schildersezel, afkorting Pic) is een sterrenbeeld aan de zuiderhemel, liggende tussen rechte klimming 4u32m en 6u51m en tussen declinatie −43° en −64°. Het is vanaf de breedte van de Benelux niet te zien.
Het sterrenbeeld werd in 1752 ingevoerd door Lacaille. De oorspronkelijke benaming was Equuleus Pictoris (= Schildersezel). Ook de benamingen Pictoris Sustentaculum en Pluteum (= stellage) werden vroeger gebruikt. In moderne bronnen (zoals bijv. de Sterrengids en Wikipedia) wordt vaak de historisch onjuiste benaming Schilder gebruikt.

## Sterren
Het sterrenbeeld kent geen heldere sterren, de helderste, alpha Pictoris heeft magnitude 3,27.

Op ongeveer 8,5° ten noorden van beta Pictoris is de ster van Kapteyn te vinden, de ster met de op een na grootste eigenbeweging.

In het sterrenbeeld staat tevens het stersysteem EBLM J0555-57 dat bestaat uit drie sterren. De kleinste van deze drie is EBLM J0555-57Ab, een rode dwerg, dat ook de kleinste bekende ster is.

## Telescopisch waarneembare objecten

### New General Catalogue(NGC)
NGC 1680, NGC 1705, NGC 1803, NGC 1930, NGC 1995, NGC 1998, NGC 2007, NGC 2008, NGC 2087, NGC 2101, NGC 2104, NGC 2115, NGC 2132, NGC 2148, NGC 2152, NGC 2178, NGC 2205, NGC 2221, NGC 2222, NGC 2297

### Index Catalogue (IC)
IC 2141

## Aangrenzende sterrenbeelden
(met de wijzers van de klok mee)
- Duif (Columba)
- Graveerstift (Caelum)
- Goudvis (Dorado)
- Vliegende Vis (Volans)
- Kiel (Carina)
- Achtersteven (Puppis)